# Addio, Columbus e cinque racconti
Addio, Columbus e cinque racconti (in originale: Goodbye, Columbus and Five Short Stories) è una raccolta di racconti scritti da Philip Roth all'inizio della sua carriera di scrittore alla fine degli anni cinquanta del XX secolo. È il suo primo libro, pubblicato nel maggio 1959 da Houghton Mifflin, ed è stato premiato dal National Book Award e dal Daroff Award of the Jewish Book Council of America. Contiene una novella e 5 racconti più brevi.

## I racconti
- Goodbye, Columbus, trad. Addio, Columbus (ma Mantovani decide di lasciarlo in originale), scritto per il volume
- The Conversion of the Jews, trad. La conversione degli ebrei, apparso in "The Paris Review", primavera 1958
- Defender of the Faith, trad. Difensore della fede, apparso in "The New Yorker", marzo 1959
- Epstein, trad. id., apparso in "The Paris Review", estate 1958
- You Can't Tell a Man by the Song He Sings, trad. Non si può giudicare un uomo dalla canzone che canta, apparso in "Commentary", 1957
- Eli, the Fanatic, trad. Eli, il fanatico, scritto per il volume

## Adattamenti cinematografici
Dalla novella che dà titolo al libro è stato tratto il film La ragazza di Tony, regia di Larry Peerce (1969)

## Edizioni italiane
- Addio, Columbus e cinque racconti, trad. di Elsa Pelitti, Milano: Bompiani, 1960; Milano: Garzanti, 1968
- La ragazza di Tony, trad. di Elsa Pelitti, Milano: Bompiani 1973 (la sola novella iniziale)
- Goodbye, Columbus e cinque racconti, trad. Vincenzo Mantovani, Torino: Einaudi, 2012 ISBN 9788806209575 ISBN 9788806218003